# Jarin
Jarin is een bestuurslaag in het regentschap Pamekasan van de provincie Oost-Java, Indonesië. Jarin telt 3934 inwoners (volkstelling 2010).